# Ève Paul-Margueritte
Ève Paul-Margueritte (5 de febrero de 1885 - 16 de julio de 1971) fue una escritora y traductora francesa, autora de numerosas novelas románticas. Junto con su hermana Lucie Paul-Margueritte es coautora de varios libros y traducciones. Ève Paul-Margueritte tradujo del inglés al francés obras de Alice y Claude Askew, Thomas Hardy, Edward Phillips Oppenheim, Garrett P. Serviss, Bram Stoker, Lilian Turner, Paul Urquhart y Alice Muriel Williamson.

## Biografía
Ève Paul-Margueritte nació el 5 de febrero de 1885 en el VI distrito de París. Era nieta de Jean Auguste Margueritte, hija del escritor Paul Margueritte, sobrina del también escritor Victor Margueritte y hermana de la escritora y traductora Lucie Paul-Margueritte.
En 1919 se casó con Charles Gaucher (1877-1927). Después de enviudar y del divorcio de su hermana Lucie, ambas se fueron a vivir juntas, se ocuparon y educaron al hijo de Éve y se ganaron la vida con sus actividades como escritoras y traductoras. Junto con Lucie, Ève Paul-Margueritte tradujo numerosas novelas del inglés al francés, incluida Drácula de Bram Stoker.
Ambas hermanas fueron fundadoras del primer club gastronómico femenino de Francia en 1928: el Club des belles perdrix.
Ève Paul-Margueritte falleció el 16 de julio de 1971 en Limeil-Brévannes y está enterrada junto con su hermana en el cementerio de Auteuil.

## Premios
- 1947, Premio Jean-Jacques Berger por Auteuil et Passy.[9]
- 1950, Premio Georges-Dupau de la Academia Francesa.[10]

## Obras

### Novelas
- La Folle Poursuite (1922).
- La Rencontre de minuit (1926).
- Les Sainte-Catherine (1927).
- Le Sortilège (1928).
- La Fiancée captive (1929).
- La Souricière (1929).
- Circé ou l'Envers de la tapisserie (1937).
- Auteuil et Passy. Des origines à nos jours (1946), coautora: Lucie Paul-Margueritte, Société historique d'Auteuil et de Passy.
- Le Chalet rouge (1955).
- Deux frères, deux sœurs, deux époques littéraires (1951), coautora: Lucie Paul-Margueritte.

### Relatos cortos
- La Prison blanche (1917), Collection Stella n° 172; primera publicación en L'Écho de Paris (1915).
- L'Énigmatique Marielle (1933), Les Beaux Romans dramatiques n°67.
- Coup double (1941), Collection Stella n° 516.
- Le Secret d'une vendetta (1941), Collection Stella n° 502.

### Traducciones
- Rip, l'homme qui dormit vingt ans et autres contes d'Amérique.
- La Bien-aimée (1909); original: The Well-beloved de Thomas Hardy.
- Anna l'aventureuse (1909), original de Edward Phillips Oppenheim.
- L'Ombre (1909), original de Paul Urquhart.
- Le Second Déluge (1912), cotraductora: Lucie Paul-Margueritte; original: The Second Deluge de Garrett P. Serviss.
- La Belle aux cheveux d'or (1912), cotraductora: Lucie Paul-Margueritte, original de Alice y Claude Askew.
- Sept belles pécheresses: Duchesse de Chateauroux, Duchesse de Kendal, Catherine II de Russie, Duchesse de Kingston, Comtesse de Lamotte, Duchesse de Polignac, Lola Montes (1913), cotraductora: Lucie Paul-Margueritte; original: Seven splendid sinners de William Rutherford Hayes Trowbridge.
- Thyrza (1913), original de George Gissing.
- Deux yeux bleus (1913); original: A pair of blue eye de Thomas Hardy.
- L'Araignée noire (1914), original de Frank Barrett.
- Vers les étoiles (1914), cotraductora: Lucie Paul-Margueritte; original: Stairways to the Stars de Lilian Turner.
- Le Chevalier de la rose blanche (1918), cotraductora: Lucie Paul-Margueritte, original de Alice Muriel Williamson.
- L'enveloppe aux cachets d'or (1919), original de Alice Muriel Williamson.
- L'homme de la nuit (1920), cotraductora: Lucie Paul-Margueritte; original: Dracula de Bram Stoker.